# Okup Wielki
Okup Wielki – wieś w Polsce położona w województwie łódzkim, w powiecie łaskim, w gminie Łask.
W latach 1954–1968 wieś należała i była siedzibą władz gromady Okup Wielki, po jej zniesieniu w gromadzie Marzenin. W latach 1975–1998 miejscowość administracyjnie należała do województwa sieradzkiego.
Przez miejscowość przebiega droga wojewódzka nr .